# بنجامين بي. بوردن
بنجامين بي. بوردن (بالفرنسية: Benjamin Bourdon)‏ هو عالم نفس وأستاذ جامعي فرنسي، ولد في 5 أغسطس 1860 في Montmartin-sur-Mer ‏ في فرنسا، وتوفي في 11 يوليو 1943.